# Falkville
Falkville est une municipalité américaine située dans le comté de Morgan en Alabama.
Selon le recensement de 2010, sa population est de 1 279 habitants. La municipalité s'étend sur 3,80 milles carrés (9,84 km2).
La ville est nommée en l'honneur du commerçant Louis M. Falk. Elle devient une municipalité en 1898.

## Démographie
| 1880 | 1900 | 1910 | 1920 | 1930 | 1940 | 1950 | 1960 |
| ---- | ---- | ---- | ---- | ---- | ---- | ---- | ---- |
| 105  | 343  | 335  | 362  | 543  | 567  | 613  | 682  |

| 1970 | 1980  | 1990  | 2000  | 2010  | - | - | - |
| ---- | ----- | ----- | ----- | ----- | - | - | - |
| 946  | 1 310 | 1 337 | 1 202 | 1 279 | - | - | - |